# L'Ironie du sort (film, 1924)
Pour les articles homonymes, voir L'Ironie du sort.

L'Ironie du sort est un  film français de Georges Monca et Maurice Kéroul sorti en 1924.

## Fiche technique
- Titre anglais : The Irony of Fate
- Réalisation : Georges Monca et Maurice Kéroul
- Production :  Grandes Productions Cinématographiques
- Scénario :  Georges Monca et Maurice Kéroul
- Date de sortie : 
  - France : 28 novembre 1924

## Distribution
- Denise Lorys : Louise Gauthier
- Fernand Herrmann : Pierre Demorny
- Geneviève Félix : Geneviève Demorny
- Daniel Mendaille : Bazeil
- Constant Rémy : Jean Gauthier
- Berthe Jalabert : Mme Gauthier mère